# Džepnica
Džepnica (cyr. Џепница) – wieś w Serbii, w okręgu toplickim, w gminie Blace. W 2011 roku liczyła 194 mieszkańców.